# Jet Alsace
"Alsacienne dans ses couleurs, française en droit, européenne dans sa vocation"
Jet Alsace (code IATA : WU, code OACI : JLS) était une compagnie aérienne française, filiale de la compagnie Minerve qui opérait au départ de l'aéroport de Bâle/Mulhouse, une ligne régulière vers Paris et des vols vacances. Elle s'est également appelée Trans Alsace avant de cesser ses opérations aériennes en 1994. 

## Histoire

### Jet Alsace
Jet Alsace était une compagnie aérienne française qui a commencé ses opérations régulières sur la ligne Bâle/Mulhouse vers Paris/Orly à partir du 15 novembre 1988 en concurrence avec Air Inter.
La compagnie devait démarrer ses opérations au printemps 1988 mais elle n'avait obtenu sa licence d'exploitation qu'en octobre 1988 à cause de problèmes internes notamment en raison du départ de son investisseur principal, le tour-opérateur Nouvelles Frontières.
Jet Alsace avait également l'ambition d'offrir des services long-courriers sur les Caraïbes et à la Réunion avec un Douglas DC-8 avec l'aide de Minerve.
Vu le faible taux de rentabilité de la ligne vers Paris, le ligne Bâle/Mulhouse vers Paris cessait le 10 juillet 1989.
Au début des années 1990, des problèmes financiers entravaient les plans de croissance mais Jet Alsace réussissait à assurer une grande partie du trafic charter au départ de Bâle et de Strasbourg au cours de cette période. 
Les projets de mise en place d’un réseau complet de lignes ont été poursuivis. 
Au départ de Bâle, les vols à destination d’Athènes, Berlin-Tegel, Budapest, Londres-Gatwick, Palma de Majorque, Prague et Varsovie étaient opérés, pour cela, Jet Alsace avait bénéficié d’un large soutien pour ce projet de la part de l’aéroport de Bâle lui-même et par l’intermédiaire des « voyages Esco » à Bâle également.
La fusion de la compagnie Minerve avec Air Outre Mer pour devenir AOM French Airlines a compliqué la situation de Jet Alsace et a conduit AOM French Airlines a devoir céder Jet Alsace. 
En février 1992, un contrat de vente avait pu être signé avec "Héli-Inter/Business Express". HELI-INTER développait ses exploitations dans tous les DOM-TOM, notamment en Guyane française. Il était apparu à son Président, Alexandre d'Albronn, qu'un complément d'exploitation hivernal, États-Unis- Canada vers Caraïbes, compléterait au mieux l'activité charter intra-européenne et le Maghreb, activité équilibrée pour six mois de l'année. 
Cette activité complémentaire et indispensable n'avait pu se développer assez rapidement et Héli-inter avait dû céder rapidement sa participation.
En 1992, Jet Alsace avait pu accueillir plus de 100 000 passagers au départ de Bâle.

### Trans Alsace

Logotype de Trans Alsace

Au printemps 1993, la situation financière de Jet Alsace était très précaire. Un investisseur égyptien projetait alors de racheter la compagnie en avril 1993 mais un mois plus tard, l'état français autorisait son acquisition par "Trans Capital holding". La compagnie changeait alors de nom pour Trans Alsace. 
Les opérations aériennes s'étaient poursuivies avec deux MD-83 en assurant pour la saison estivale 1993 des vols charters vers les régions de vacances classiques au départ de Bâle, Strasbourg et Stuttgart.
À l’hiver 1993, Trans Alsace devait fusionner avec la compagnie égyptienne  "Trans Med" pour devenir la nouvelle compagnie multinationale «Trans Europe » avec pour objectif de créer également la compagnie "Trans Continent" basée à Bruxelles et "Trans Orient" basée à Beyrouth. 
En raison de problèmes administratifs sur la location d'aéronefs avec ses filiales hors de France et des problèmes d’étranglement financiers au point que cette société n’avait pas pu payer les frais de location d'appareils, Trans Alsace interrompait très brusquement ses opérations le 03 juillet 1994 pour cause d’insolvabilité et cinq jours plus tard, Trans Alsace faisait faillite.

## Le réseau
- Vols réguliers: Bâle/Mulhouse à Paris-Orly (1988-1989)
- Vols vacances au départ de Bâle/Mulhouse: Héraklion, Izmir, Monastir, Palma de Majorque, Stockholm...
- Vols vacances au départ de Strasbourg.

## Flotte

### Jet alsace[4],[5]
- EL-AJT, Boeing 707-344B (location),
- EL-AKA, Boeing 707-123B (location),
- SL-ABC, McDonnell Douglas MD-82 (location),
- F-GFUU, McDonnell Douglas MD-83,
- F-GGMD, McDonnell Douglas MD-83,
- F-GGME, McDonnell Douglas MD-83,
- F-GHHO, McDonnell Douglas MD-83,
- F-GMCD, McDonnell Douglas MD-83,
- F-GHPP, McDonnell Douglas MD-83.

### Trans Alsace[6]
- F-GNFS, Boeing 737-400,
- SU-RAB, Airbus A320-200,
- EI-CGI, McDonnell Douglas MD-83,
- F-GHHO, McDonnell Douglas MD-83.

## Galerie photographique

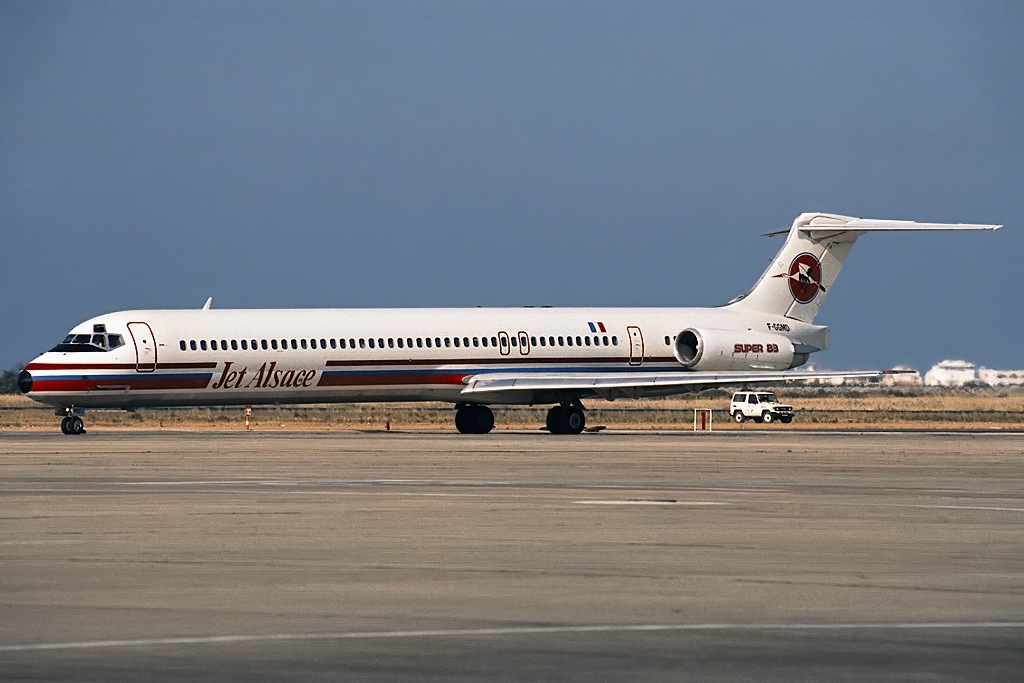
1990 Faro (Portugal), MD-83 F-GGMD
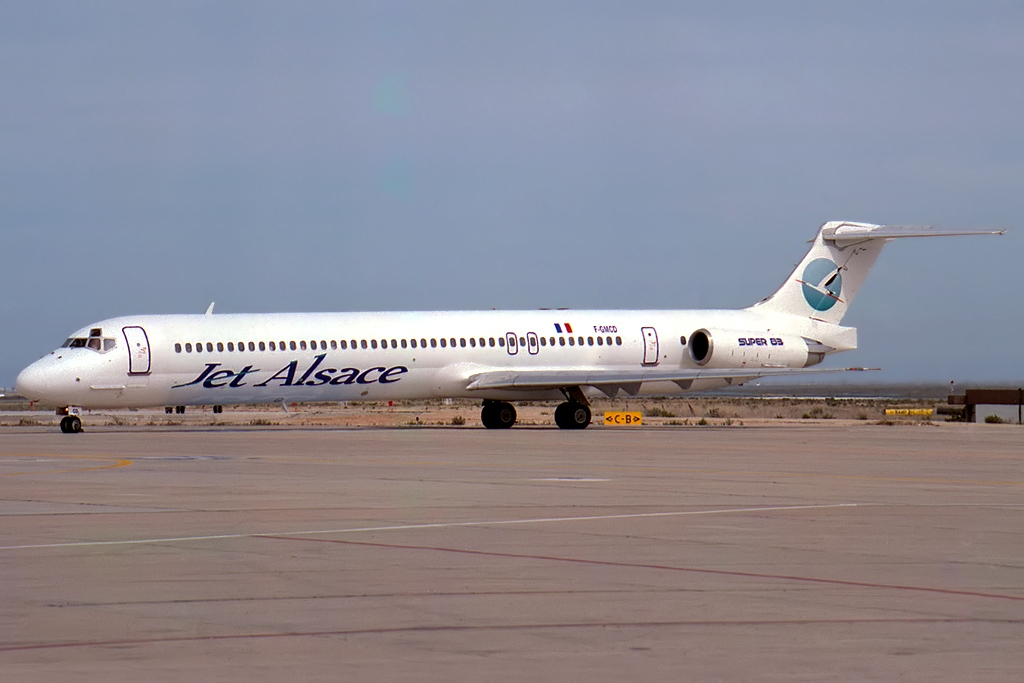
1992: Faro (Portugal) MD-83 F-GMCD
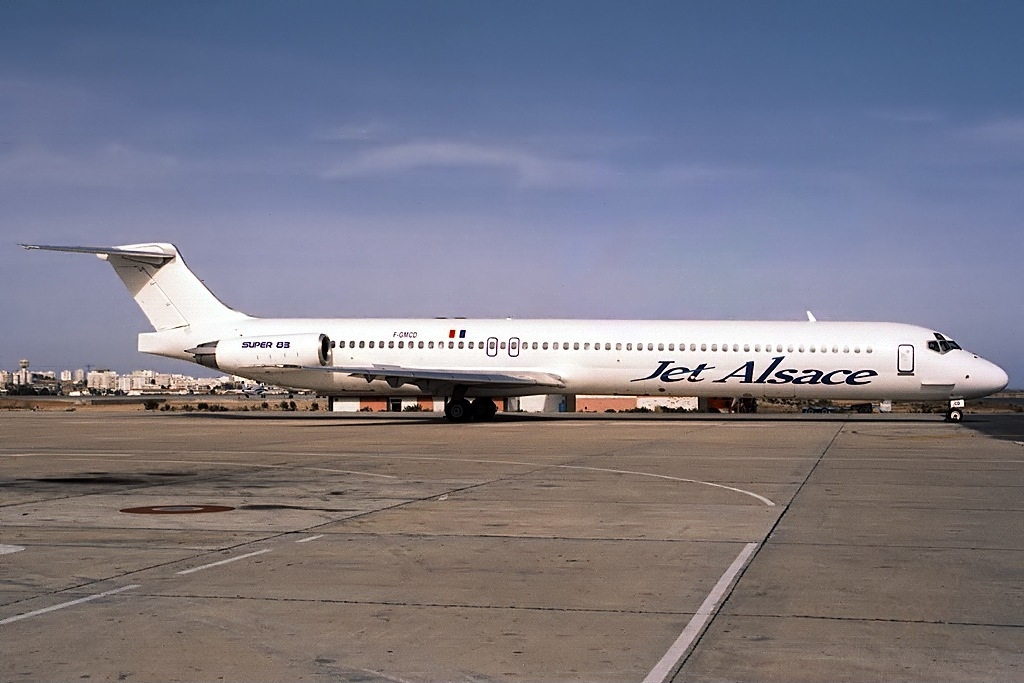
1991: Faro (Portugal) MD-83 F-GMCD
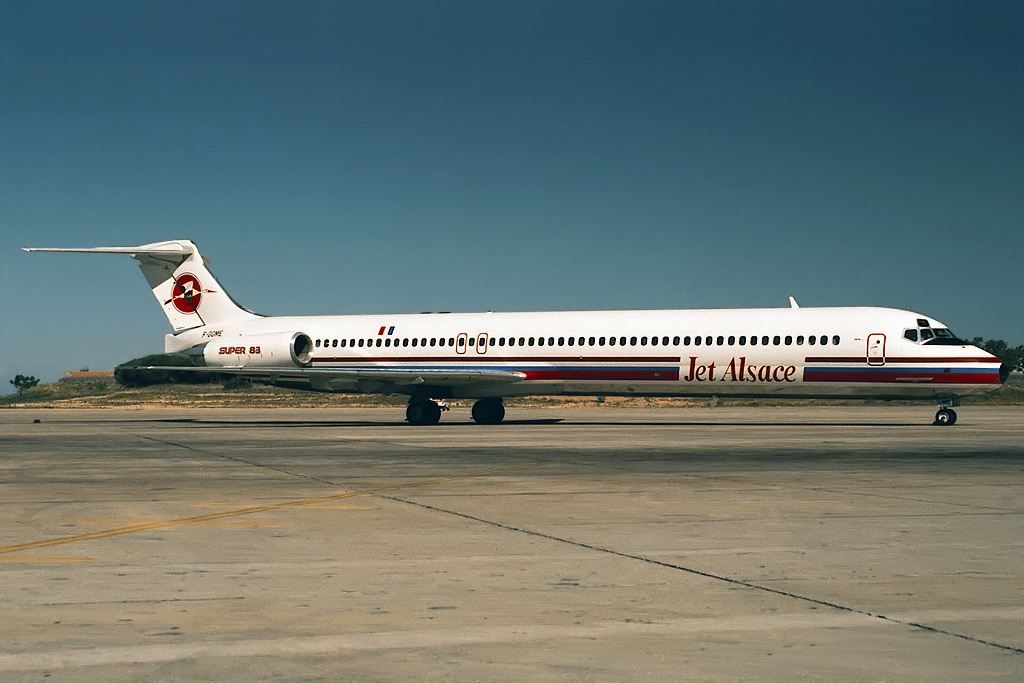
1990: Faro (Portugal) MD-83 F-GGME
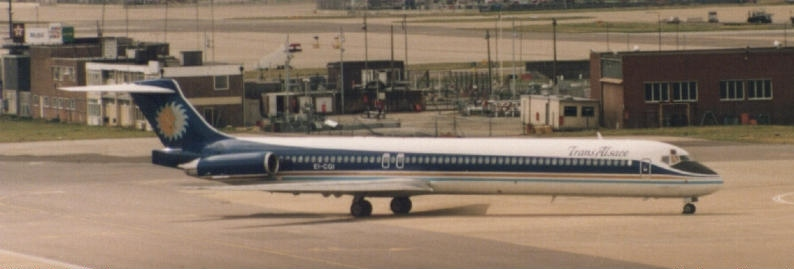
1993: Londres (UK) MD-83 Trans Alsace EI-CGI